# Místosudí
Místosudí byl vysoce postavený stavovský úřad.
V Českém království se řadil se mezi takzvané menší zemské úředníky (beneficiarii minores), ke kterým patřili také místokomorník, místopísař, úředník královny, úředník podkomořího a menší písař. Po poradě se zemským soudem ho nejvyšší sudí jmenoval z řad rytířů, v předbělohorské době doživotně. Byl součástí pravidelně fungujícího úřadu desek zemských. Účastnil se zasedání menšího zemského soudu, tvořeného menšími úředníky, jehož povinností bylo připravit jednání většího zemského soudu a vyřizovat spory nižší šlechty. Menší zemský soud jednal několik dnů před větším zemským soudem.  
Obdobná pozice existovala také při dvorském soudě.

## Seznam místosudích Českého království
- 1287 Mikuláš
- 1295 Zdislav
- 1370 Jan ze Střimelic
- 1410 Jan z Doupova
- 1413–1419 Sezima z Hořešovic[1]
- 1437 Jan Oduc z Hradčan
- 1455–1457 Vratislav z Mitrovic
- 1466 Jan Kerunk z Lomu a ze Suchého Dola
- 1467–1476 Mikuláš Nos z Dražovic[2]
- 1478 Albrecht Ojíř z Očedělic[2]
- 1480–1496 Léva z Mašťova[2]
- 1497–1506 Jindřich Běšín z Běšín[2]
- 1509 Jeroným ze Skuhrova[2]
- 1523 Zdislav z Kraselova
- 1523–1525 Blažej Kopa z Dražova
- 1525 Zdislav z Kraselova
- 1531 Jan z Lunkvic
- 1533–1534 Jiří Vosovský z Adlaru
- 1534–1537 Jan Kauč z Kauče
- 1537–1550  Jan starší Hodějovský z Hodějova na Řepici († 12. 2. 1566)
- 1557 Albrecht Bryknar z Brukštejna na Libni
- 1560 Zikmund Kába z Rybňan
- 1566 Jiří Chvalkovský z Hustiřan
- 1572–1574 Jindřich Brozanský z Vřesovic na Žerotíně
- 1577 Mikuláš Skalský z Dubu a na Slušticích († 17. 2. 1588)
- 1580–1591 Václav Šturm z Hiršfeldu na Komořankách
- 1593–1601 Jakub Menšík z Menštejna na Mokropsech
- 1602–1614 Zachariáš Kába z Rybňan
- 1615 Adam Rýzmberský z Janovic
- 1617 Jindřich Chanovský z Dlouhé Vsi
- 1620 Mikuláš z Bubna
- 1623–1624 Václav Heraklius z Kumburka a Bliživa
- 1625 Václav starší Bechyně z Lažan na Hluboši
- 1626–1628 Šťastný Václav Pětipeský z Chyš
- 1629–1634 Jan Jindřich Chanovský z Dlouhé Vsi
- 1635–1637 Benjamin Fruwein z Podolí
- 1640 Fridrich Věžník z Věžník
- 1644 (22. 9.) – 1648 (24. 9.) Adam Oldřich Smyslovský z Radvanova († 24. 9. 1648)
- 1650–1663 Albrecht Kryštof Hložek ze Žampachu
- 1668–1671 Kašpar Maxmilián Bechyně z Lažan
- 1671–1673 Petr Mikuláš Straka z Nedabylic
- 1675–1679 Jan Jiří Olbram Brandlinský ze Štěkře
- 1682–1690 Zikmund Leopold Šmidl ze Šmidu
- 1693 František Michal z Věžník
- 1696–1698 Václav Silvestr Smrčka z Mnichu
- 1700 Adam Maxmilián Chanovský z Dlouhé Vsi
- 1700 (21. 6.) – 1705 Václav Arnošt Markvart z Hrádku
- 1705 (6. 2.) Ján Václav Kunaš z Machovic
- 1709–1711 Václav Hložek ze Žampachu
- 1712–1720 František Sezima Mitrovský z Nemyšle († 1720)
- 1720 (6. 5.) Václav Antonín z Golče
- 1727 Václav Jan Kriegelštein ze Šternfeldu
- 1733 Ignác Humbert Bechyně z Lažan
- 1735–1740 Jan Václav Vražda z Kunvaldu
- 1743–1749 Václav Josef Oudrcký z Oudrče
- 1749 Jan Václav z Astfeldu
- 1751 (22. 4.) – 1771 Jan Václav Vražda z Kunvaldu
- 1771–1777 František Xaver z Turby
- 1779–1782 Emanuel Ubelli ze Siegburgu (1722–1795)

## Seznam místosudích Moravského markrabství
- 1506 Znata z Lomnice
- 1517 (Brno) Jiří z Lomnice
- 1517–1518 Vok ze Sovince
- 1520 (Brno) Vaněk z Boskovic
- 1531 (Brno) Jan z Ludanic
- 1531 Jan mladší ze Šternberka
- 1531 Vilém Kuna z Kunštátu
- 1536 Tobiáš z Boskovic
- 1537 (Olomouc) Jindřich Kuna z Kunštátu
- 1541 Hynek z Vrbna
- 1546 Jan starší z Ludanic
- 1547 Vilém Kuna z Kunštátu
- 1547 Václav z Boskovic
- 1551 Václav Berka z Dubé
- 1558–1559 Sezima Zajimáč z Kunštátu na Jevišovicích
- 1562 Jan starší ze Žerotína na Rosicích
- 1567 Zdeněk Kavka z Říčan
- 1591–1593 Jindřich Slavata z Chlumu
- 1593 Smil Osovský z Doubravice
- 1595 Jindřich Slavata z Chlumu
- 1597–1604 Smil Osovský z Doubravice
- 1604–1606 Maxmilián Lev z Rožmitálu
- 1613 Vilém z Roupova
- 1617 Lev Burian Berka z Dubé
- 1636 Julius Salm

## Seznam místosudích dvorských Českého království
- 1348 Rajmund z Kostomlat
- 1382 Otík z Chrastu
- 1382 Kunát Kaplíř ze Suleviec
- 1385–1389 Henslin z Dubé
- 1391 Hereš ze Zaječic
- 1395 Albera ze Třembšína
- 1397–1398 Smil z Libomyšle
- 1399 Henslin Kokot z Dubé
- 1410 Henslin Sadrnicht z Kutrovic
- 1413–1419 (21. 10.) Sezima z Hořešovic († 21. 10. 1419)
- 1455–1466 Jan Krský z Nasetic
- 1479–1489 Václav Baštin z Libouše
- 1493 Martin z Dobronína
- 1496 Ezechiel z Příbrami
- 1516 Blažek Kopáč z Rácova
- 1520–1523 Mikuláš Konáč z Hodiškova
- 1542–1545 Jan Kolský z Kolvsi